# Schirn Kunsthalle Frankfurt

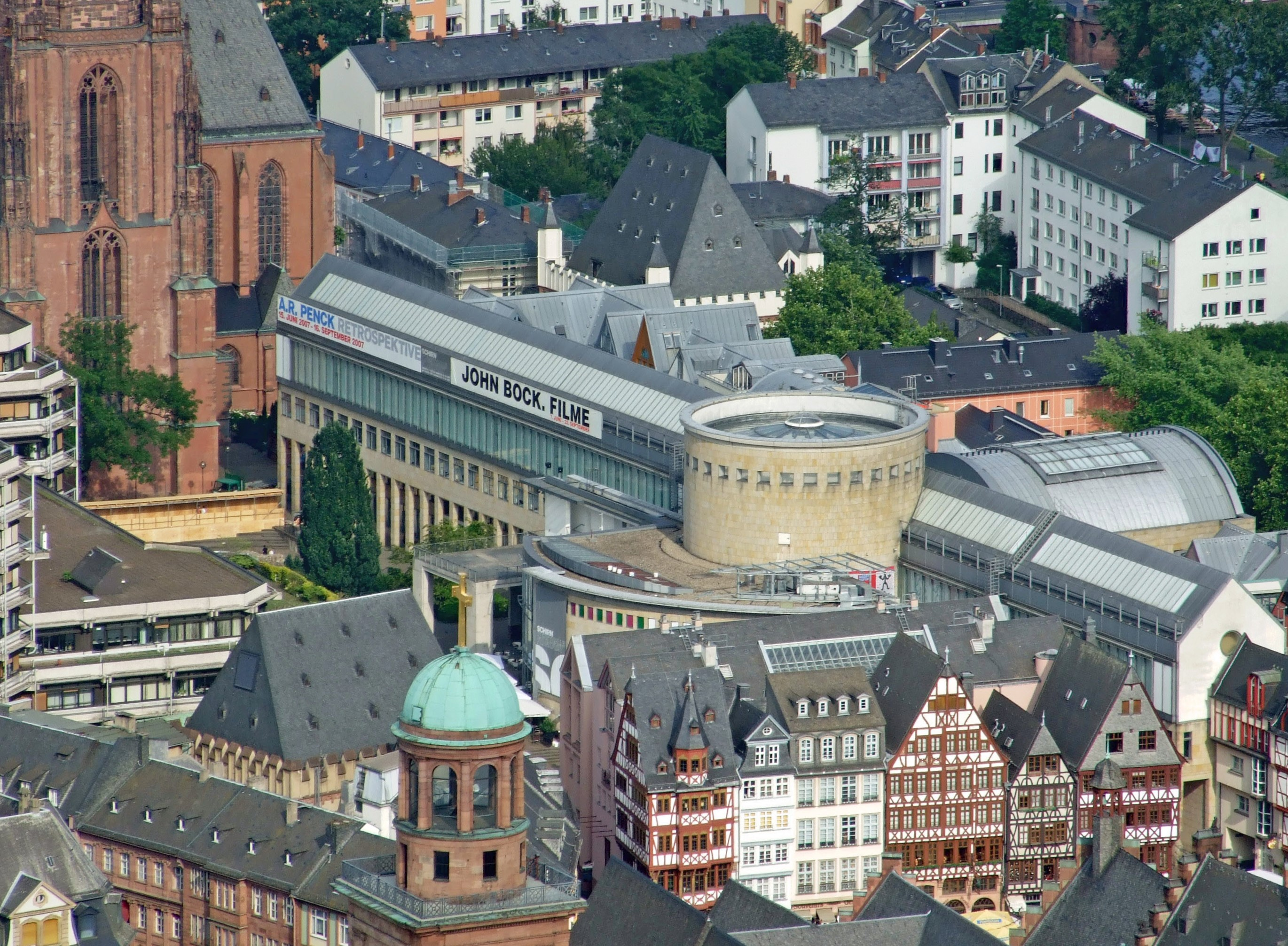
Ubicación de la Kunsthalle en medio del casco histórico de la ciudad, entre el Römerberg (en primer plano) y la catedral (en tercer plano a la izquierda)

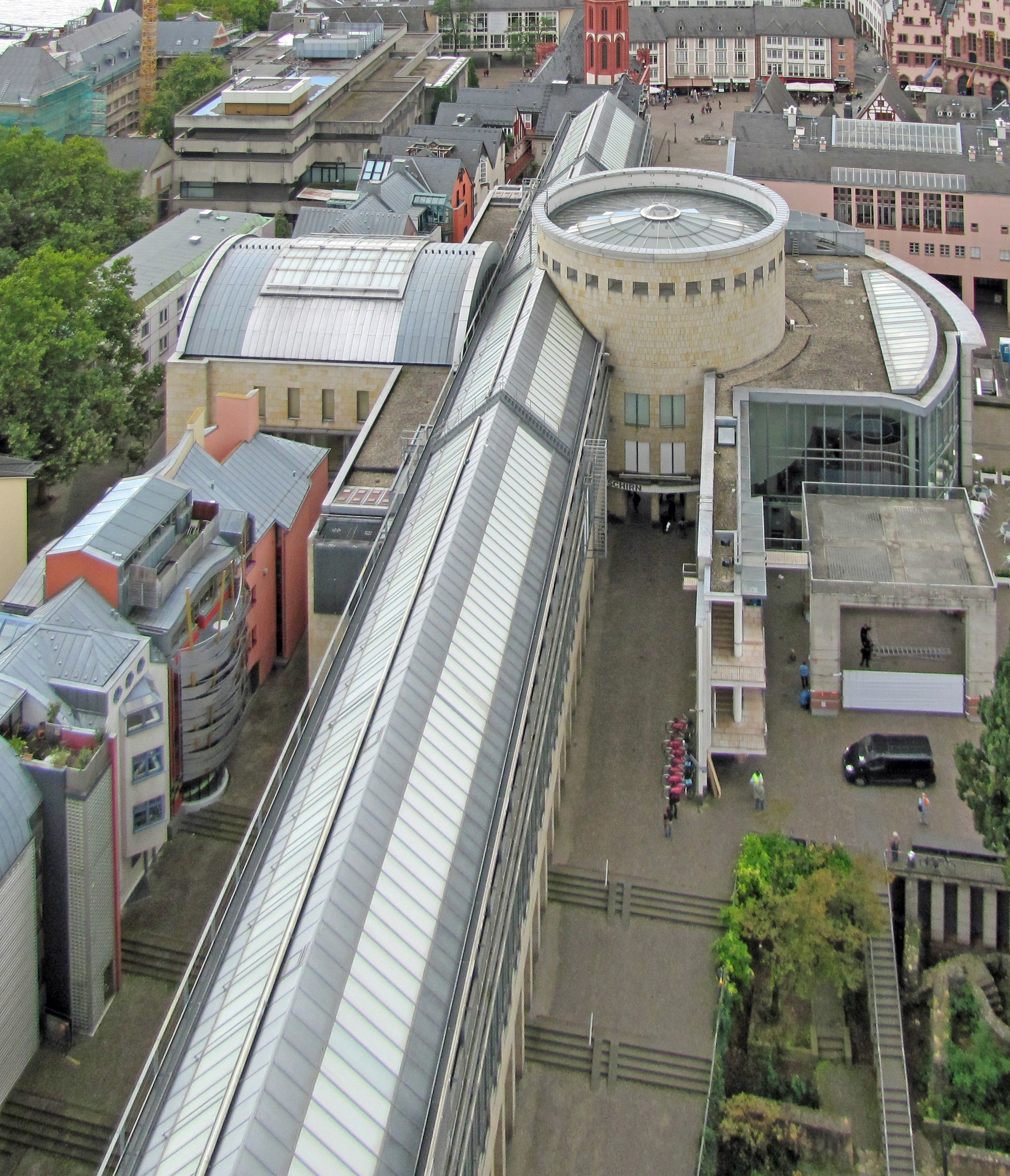
El edificio completo, vista desde el oriente

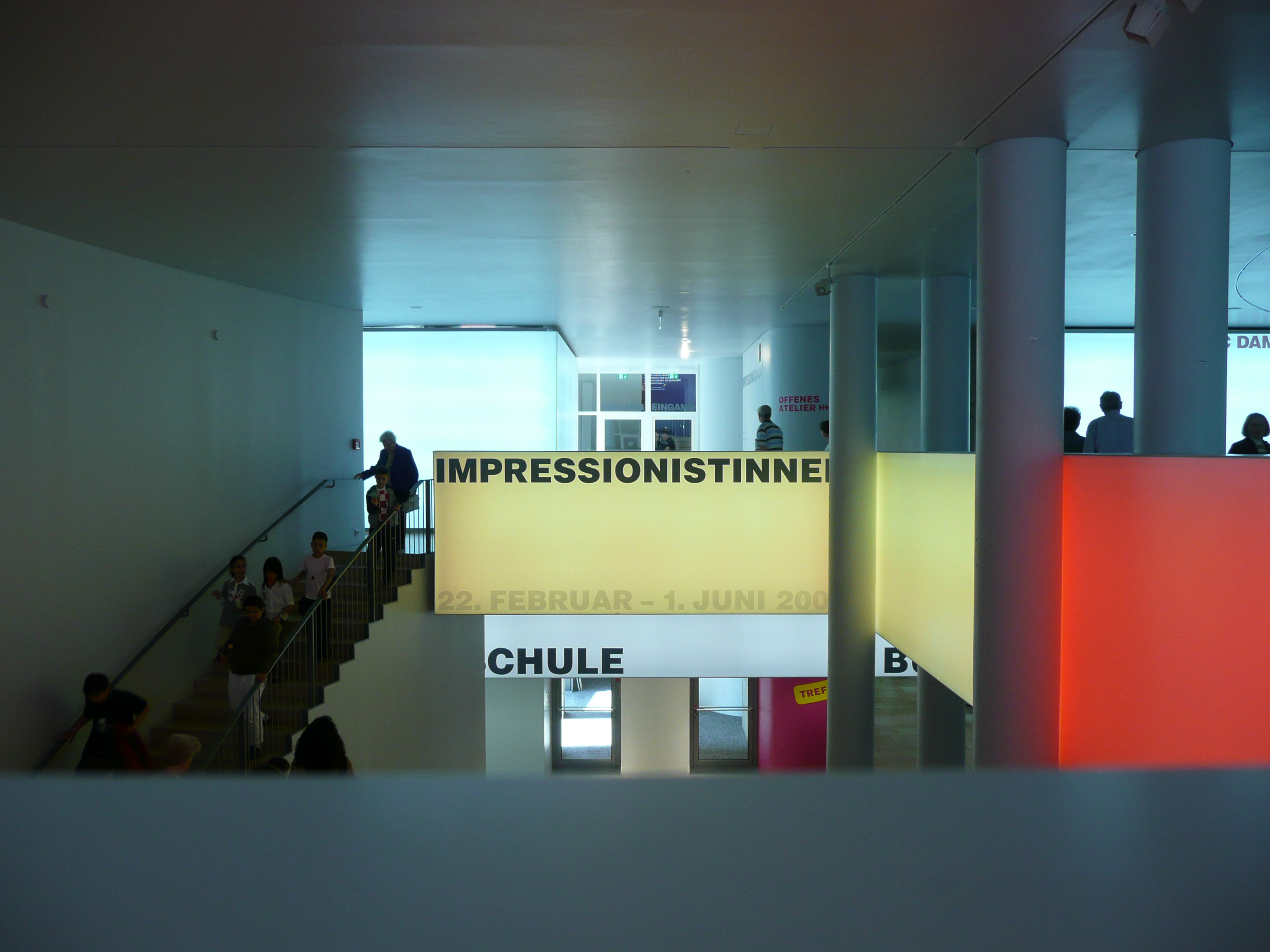
Nueva iluminación RGB en el Hall de entrada

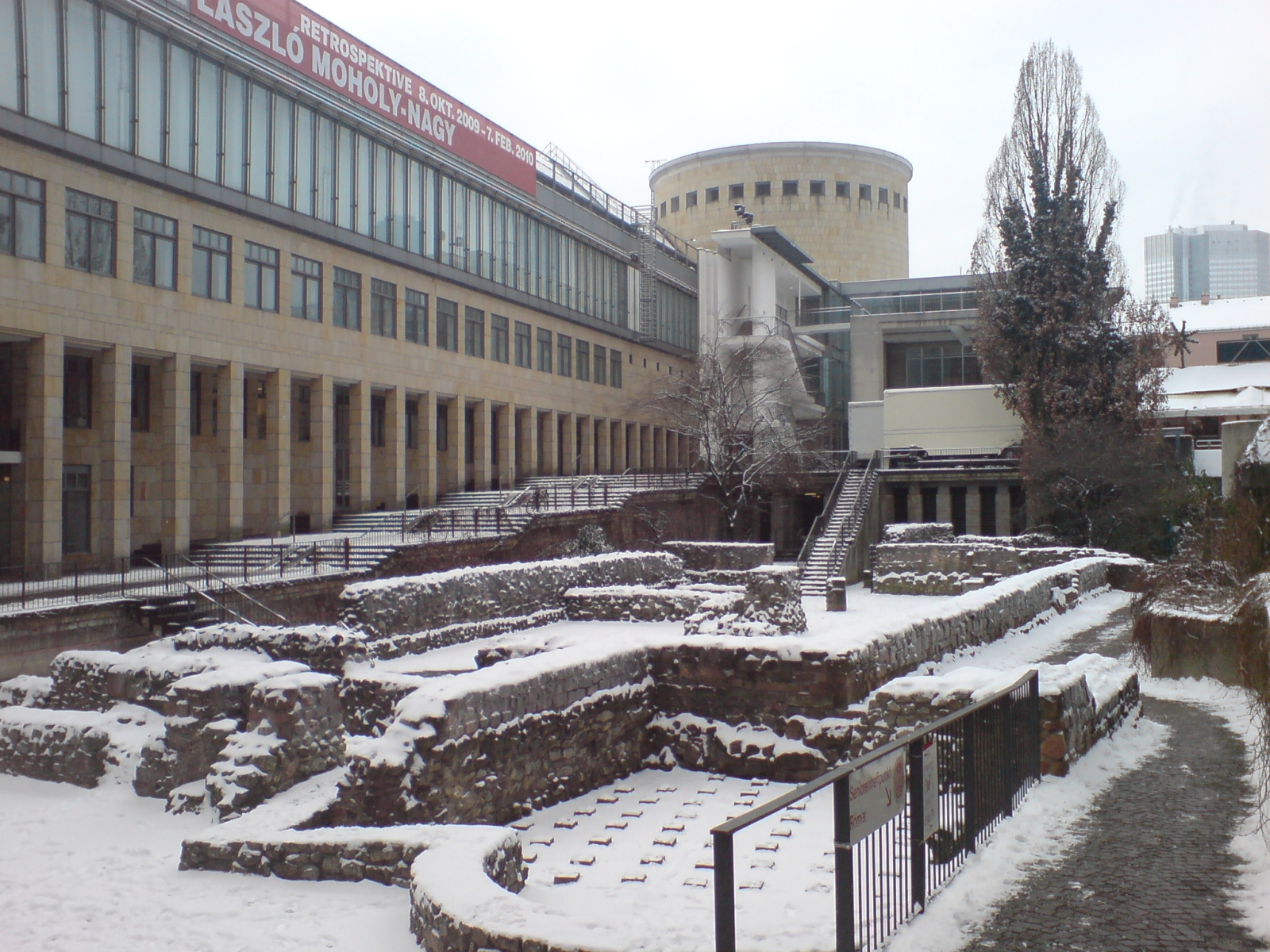
Vista a través del jardín histórico de la nave principal y la rotonda de la Schirn

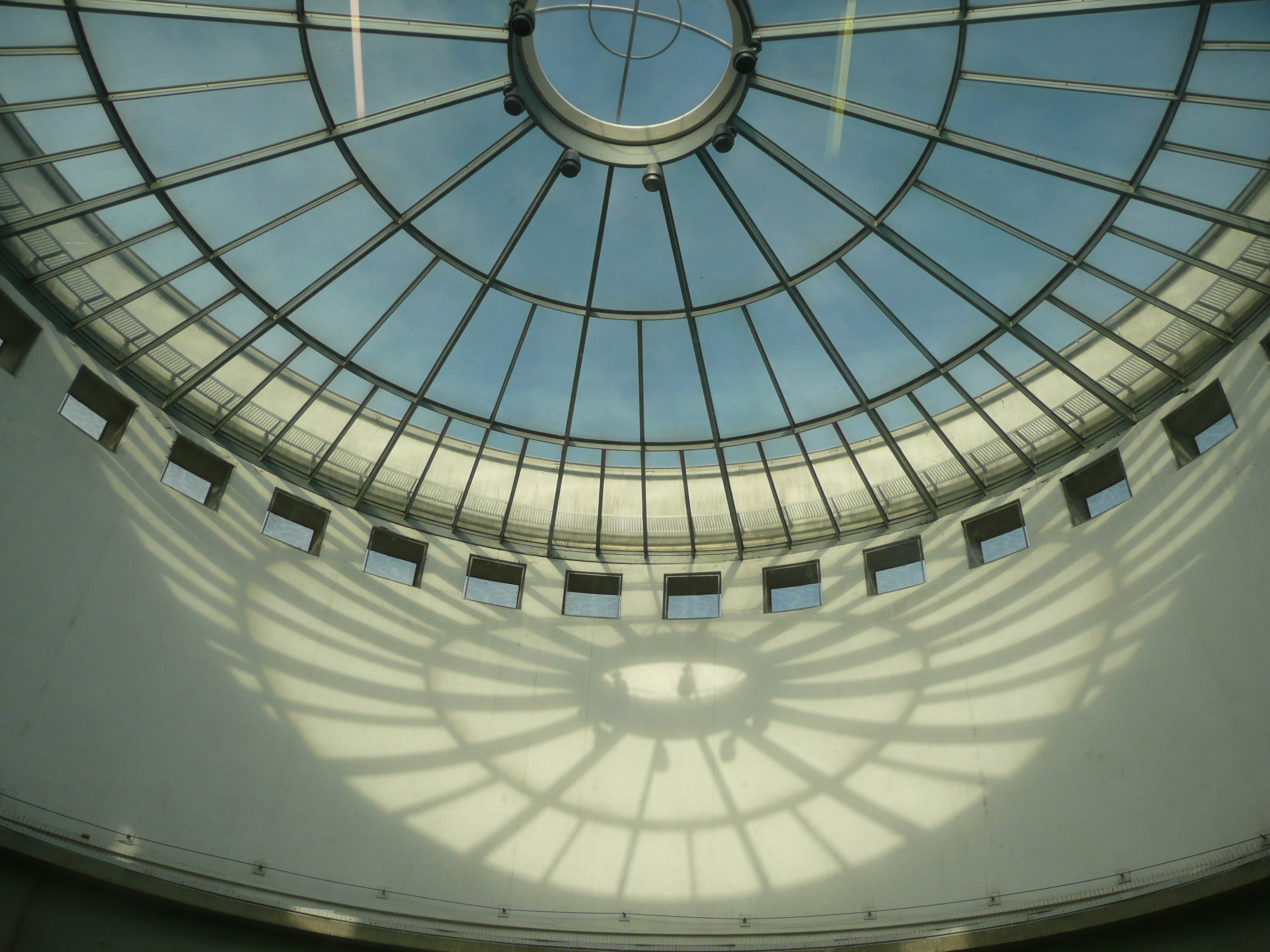
Cúpula de vidrio de la rotonda

La Schirn Kunsthalle Frankfurt en Fráncfort del Meno, más conocida simplemente como Die Schirn («la Schirn»), se cuenta entre las galerías de exposiciones de renombre en Europa. Fue inaugurada en 1986 y desde entonces se han realizado allí más de 150 exposiciones de arte. No dispone de una colección propia, sino que organiza muestras por un período fijo de tiempo y proyectos acerca de temas específicos o sobre la obra de artistas individuales. Como Kunsthalle (literalmente, «sala», «pabellón» o «galería de arte», pero no dedicada a la venta de las obras), la Schirn goza de prestigio nacional e internacional, alcanzado a través de producciones propias, publicaciones y exposiciones en cooperación con casas como el Centre Pompidou, la Tate Gallery, el Museo Solomon R. Guggenheim, el Museo del Hermitage en San Petersburgo o el Museo de Arte Moderno de Nueva York.

## Ubicación y arquitectura
La Schirn se diseñó y construyó a partir de 1983. La obra estuvo a cargo de la oficina de arquitectura Architekturbüro BJSS (precisamente de los arquitectos Dietrich Bangert, Bernd Jansen, Stefan Jan Scholz y Axel Schultes). La inauguración tuvo lugar el 28 de febrero de 1986. La galería ofrece una superficie para exposiciones de un total de 2000 metros cuadrados.
Está ubicada en el centro del casco antiguo de la ciudad de Fráncfort del Meno. La construcción es muy alargada y se extiende en dirección este - oeste entre dos calles de la ciudad vieja —totalmente destruidas durante la guerra y tras 1945 reconstruidas completamente — y que transcurren paralelas: la Bendergasse por el norte y la Saalgasse por el sur. El límite occidental del edificio se encuentra cerca de la Alte Nikolaikirche (la antigua iglesia de Nicolás) y el Römerberg, casi justo en el mismo sitio donde se encontraba el Fünffingerplätzchen hasta el momento de su destrucción en la Segunda Guerra Mundial. El límite oriental empalma con el portal sur de la torre de la Catedral de San Bartolomé (Kaiserdom St. Bartholomäus).
Recubierta con arenisca clara, la galería de arte consta de varios módulos de construcción intercalados, cada uno de los cuales presenta por sí mismo un plano geométrico. El elemento de construcción más destacado es una larga galería de cinco pisos, emplazada de este a oeste de cerca de 140 metros de longitud y 10 metros de ancho y que constituye el edificio de exposiciones propiamente tal. Hacia la callejuela Bendergasse las plantas bajas de este largo edificio conforman una columnata abierta, una austera serie de pilares cuadráticos sin adornos. Bangert diseñó la edificación alargada como una reminiscencia del edificio de la Galería Uffizi en Florencia. Debido a que la Bendergasse tiene un desnivel con escalones que bajan hacia el este, esta pérgola, que en el área de la rotonda tiene el alto de un piso, al lado de la catedral, alcanza una altura equivalente a dos pisos. 
Estas arcadas delimitan el sur del recinto del «Jardín Arqueológico» (Archäologischen Garten), en el que se pueden visitar los fundamentos del Königspfalz Frankfurt (Palatinado real de Fáncfort) de la Alta Edad Media. La torre de la catedral marca la delimitación por el este y por el norte el Technisches Rathaus (el «ayuntamiento técnico» de la ciudad de Fráncfort.
Un poco más al oeste del centro de esta edificación alargada, se ordenan a lo largo de un eje imaginario algunos otros elementos arquitectónicos: en el sur, hacia la calle Saalgasse, un cubo de varias plantas sobre un plano rectangular (aproximadamente 18 × 24 metros), al lado, conectando con él y paralelo al edificio largo hay una ampliación de forma rectangular y alargada. En el lado norte del eje principal sigue la rotonda, coronada con una cúpula de vidrio, la que junto a la galería principal constituye el elemento de construcción más destacado de la Schirn y que con sus cerca de 20 metros de diámetro conforma la entrada monumental de la Schirn. Esta es la parte más alta del edificio, pero no tiene varias plantas, sino que conforma un espacio único y abierto. Aquí se encuentra el acceso a la Schirn.
A través de la rotonda pasa un corte en el edificio siguiendo el curso de la antigua callejuela Bendergasse. Hacia el norte, al otro lado de la calle, continúa otro elemento de forma semicircular que tiene un radio poco más que el doble de la rotonda, compartiendo el mismo punto central del círculo. Esta sala, separada de la galería de exposiciones propiamente tal a través de la Bendergasse, aloja al Café Schirn. En el extremo oriental de este elemento se ha incluido una abertura rectangular en la que a nivel de la calle hay una enorme mesa de dos pisos de altura, de grandes dimensiones, pero sin propósito.
En conjunto con la Kunsthalle se construyeron dos hileras de casas, directamente adyacentes por el sur, es decir, en el lado norte de la calle Saalgasse, separadas entre sí por el cubo sur de la Schirn. Las casas y sus terrenos tienen las proporciones que son típicas para el casco antiguo de la ciudad, pero con un diseño posmodernista muy colorido, completamente en el estilo de los años 1980. La Kunsthalle y las filas de casas se agrupan en dos patios interiores semipúblicos (es decir, accesibles pero no utilizados públicamente) que compensan la diferencia de alturas entre las calles Bendergasse y Saalgasse (colina de la catedral): El acceso al patio interior desde las casas de la Saalgasse es a través de la primera planta alta.
Desde 2002, la Schirn tiene interiores nuevos diseñados por la oficina de arquitectos Kühn Malvezzi. En este contexto se remodelaron varios espacios y se rediseñó un nuevo hall de entrada, con utilización de técnicas modernas de iluminación RGB con cambios de colores.
En el contexto de la demolición prevista del «Ayuntamiento técnico» (Technisches Rathaus) ubicado en un terreno aledaño el arquitecto Christoph Mäckler ha sugerido derribar también partes de la Schirn, para recuperar en el Römerberg el histórico camino de la coronación desde la catedral hasta el Alter Markt [mercado antiguo] enmarcándolo de nuevo con hileras de casas. Bangert se basó inicialmente en sus derechos de autor para defender su trabajo, pero después aceptó más tarde una solución de compromiso que contempla la demolición de la gran mesa en el lado norte de la construcción, pero conserva el edificio.

## Historia
El nombre «Schirn» se deriva de la historia de su ubicación. La palabra designaba originalmente a un «lugar abierto de ventas» proviene del antiguo alto alemán «scranna» que se convirtió en el alto alemán medio «Schranne» y posteriormente a «Scherne» o «Schirn». El lugar donde hoy se encuentra la Kunsthalle Schirn fue el centro mismo de la ciudad, densamente poblada, hasta la destrucción 22 de marzo de 1944. Hasta mediados del siglo XIX, los puestos de venta (y de ahí el nombre) del gremio de carniceros de Fráncfort estaban en estas callejuelas estrechas entre la ubicación actual de la Schirn y el Meno.
Tras muchos intentos infructuosos, este sector de la ciudad antigua se reconstruyó recién a comienzos de los años 1980. Debido a que su arquitectura excedía las proporciones históricas y no consideraba los ejes de vista de la catedral y del Römerberg la planificación de la Schirn fue desde un comienzo controvertida. Sin embargo es improbable que también se considere a la Schirn para su demolición en la actual discusión en curso sobre la reconstrucción futura de la ciudad antigua la que probablemente llevará a la demolición o al rediseño radical de numerosas de las construcciones de postguerra .
El director de la Schirn fue desde 1985 hasta 1993 Christoph Vitali, quien al mismo tiempo fungía como gerente de la Kulturgesellschaft Frankfurt mbH (Sociedad Cultural Fráncfort S.A.). Fue él quien estableció a la Schirn como lugar de exposiciones. Su sucesor fue Hellmut Seemann, quien en junio de 2001 se mudó a Weimar como Presidente de la Klassik Stiftung Weimar.
Desde octubre de 2001, dirige la Schirn el austríaco Max Hollein, quien en enero de 2006 ha asumido también la dirección del Städel y del Liebieghaus. Con títulos provocativos, exposiciones fuera de lo común y mejores recursos financieros ha triplicado las cifras de visitantes de la Schirn.

## Exposiciones

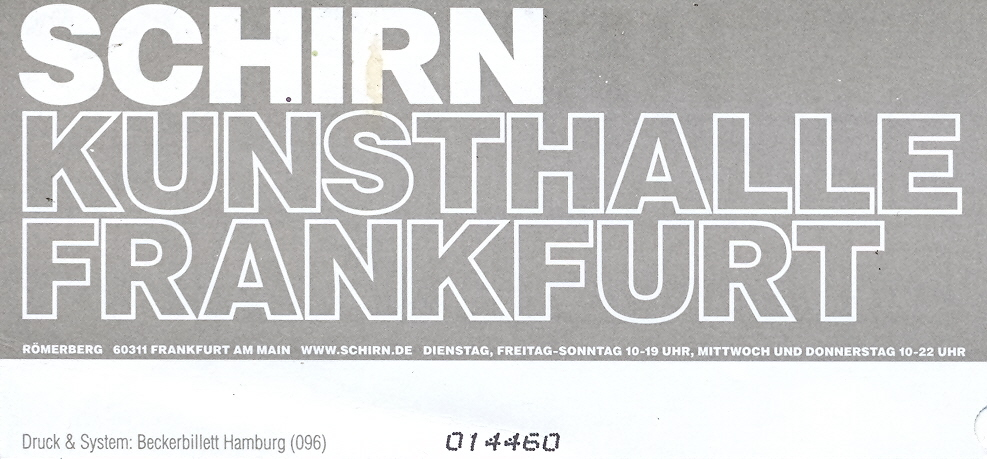
Boleto de entrada.

Desde su inauguración, en la Schirn se han realizado grandes exposiciones temáticas sinópticas, por ejemplo sobre el modernismo vienés, el expresionismo, el dada y el surrealismo, acerca de la historia de la fotografía o de las posiciones actuales en el Soundart, o temas como shopping – arte y consumo, el arte visual en la época de Stalin, los  Nazarenos o el nuevo romanticismo en el arte contemporáneo. También se han presentado grandes exposiciones individuales de artistas tales como Wassily Kandinsky, Marc Chagall, Alberto Giacometti, Frida Kahlo, Bill Viola, Arnold Schönberg, Henri Matisse, Julian Schnabel, James Lee Byars, Yves Klein und Carsten Nicolai. Hasta la fecha han visitado la Schirn más de cinco millones de personas.
Entre las exposiciones con mayor número de visitas figuran:
- 1989: Wassily Kandinsky – Die erste sowjetische Retrospektive  [Wassily Kandinsky – La primera retrospectiva soviética];
- 1990: Pietro Donzelli. Das Licht der Einsamkeit - The Light of Solitude  [Pietro Donzelli. La luz de la soledad];
- 2002: Henri Matisse – Mit der Schere zeichnen  [Henri Matisse – Dibujar con la tijera»];
- 2005: Die nackte Wahrheit – Klimt, Schiele, Kokoschka und andere Skandale [La verdad desnuda – Klimt, Schiele, Kokoschka y otros escándalos];
- 2008: Impressionistinnen – Berthe Morisot, Mary Cassatt, Eva Gonzalès, Marie Bracquemond  [Las impresionistas – Berthe Morisot, Mary Cassatt, Eva Gonzalès, Marie Bracquemond];[3]
- 2009: Georges Seurat, Figur im Raum  [Georges Seurat, Figura en el espacio];
- 2012: Edvard Munch. Der moderne Blick  [Edvard Munch. La mirada moderna].

Otras exposiciones han sido:
- 2010: Eberhard Havekost, Retina [Retina]
- 2010: Georges Seurat. Figur im Raum [Figura en el espacio]
- 2010: Uwe Lausen. Ende schön alles schön [Fin bello, todo bello]
- 2010: Playing the City 2
- 2010: Peter Kogler. Projektion [Proyección]
- 2010: Mike Bouchet. Neues Wohnen [Nueva vivienda]
- 2010: Weltenwandler. Die Kunst der Outsider [Trotamundos. El arte de los Outsider]
- 2010: Gustave Courbet. Ein Traum von der Moderne [Un sueño de la modernidad]
- 2010: Barbara Kruger. Circus [Circo]
- 2011: Surreale Dinge: Skulpturen und Objekte von Dalí bis Man Ray [Cosas surreales: esculturas y objetos de Dalí a Man Ray
- 2011: Eugen Schönebeck. 1957–1967
- 2011: Haris Epaminonda. Filme [Películas]
- 2011: Francesco Clemente. Palimpsest, 40 Werke aus der Zeit von 1978 bis 2011 [Palimpsesto, Cuarenta obras del período de 1978 a 2011]
- 2011: Geheimgesellschaften. Wissen Wagen Wollen Schweigen [Sociedades secretas. El saber, el atreverse, el querer, el callar]
- 2011: Playing the City, donde los artistas rediseñaron e intervinieron espacios de la ciudad.[4]
- 2011: Gabríela Friðriksdóttir. Crepusculum
- 2011: Erró. Porträt und Landschaft [Retrato y paisaje]
- 2011: Kienholz. Die Zeichen der Zeit [Los signos del tiempo]
- 2012: Edvard Munch. Der moderne Blick [La mirada moderna]
- 2012: George Condo. Mental States [Estados mentales]
- 2012: Bettina Pousttchi. Fotografien [Fotografías]
- 2012: Michael Riedel. Kunste zur Text [Del arte al texto]
- 2012: Jeff Koons. The Painter

## Robo de obras de arte en la Schirn
El 28 de julio de 1994 fueron substraídas dede la Schirn en un robo de obras de arte tres pinturas de la exposición Goethe und die Kunst [Goethe y el arte]. Las obras robadas fueron Licht und Farben y Schatten und Dunkelheit de William Turner (un préstamo de la Tate Gallery Londres) así como el óleo Nebelschwaden de Caspar David Friedrich (un préstamo de la Kunsthalle de Hamburgo). Estos cuadros tenían un valor total asegurado de 70 millones de marcos alemanes (equivalentes a 35,8 millones de euros). Los tres autores del delito fueron detenidos y en 1999 condenados a penas de cárcel de hasta once años. En 1999 reaparecieron los dos cuadros de Turner, en el año 2003 fue posible devover también el cuadro de C. D. Friedrich a la Kunsthalle de Hamburgo.